# Хобарт (аэропорт)
Междунаро́дный аэропо́рт Хо́барта (англ. Hobart International Airport), (ИАТА: HBA, ИКАО: YMHB) — гражданский аэропорт города Хобарт (Тасмания, Австралия), расположенный в Кембридже (Cambridge), в 17 км восточнее Хобарта.

## Основные сведения и показатели
Международный аэропорт Хобарта был открыт в 1956 году, и с тех пор является самым крупным аэропортом в Тасмании. В нём имеются соединённые между собой терминалы для внутренних и международных рейсов. Взлёты и посадки производятся с одной взлётно-посадочной полосы.

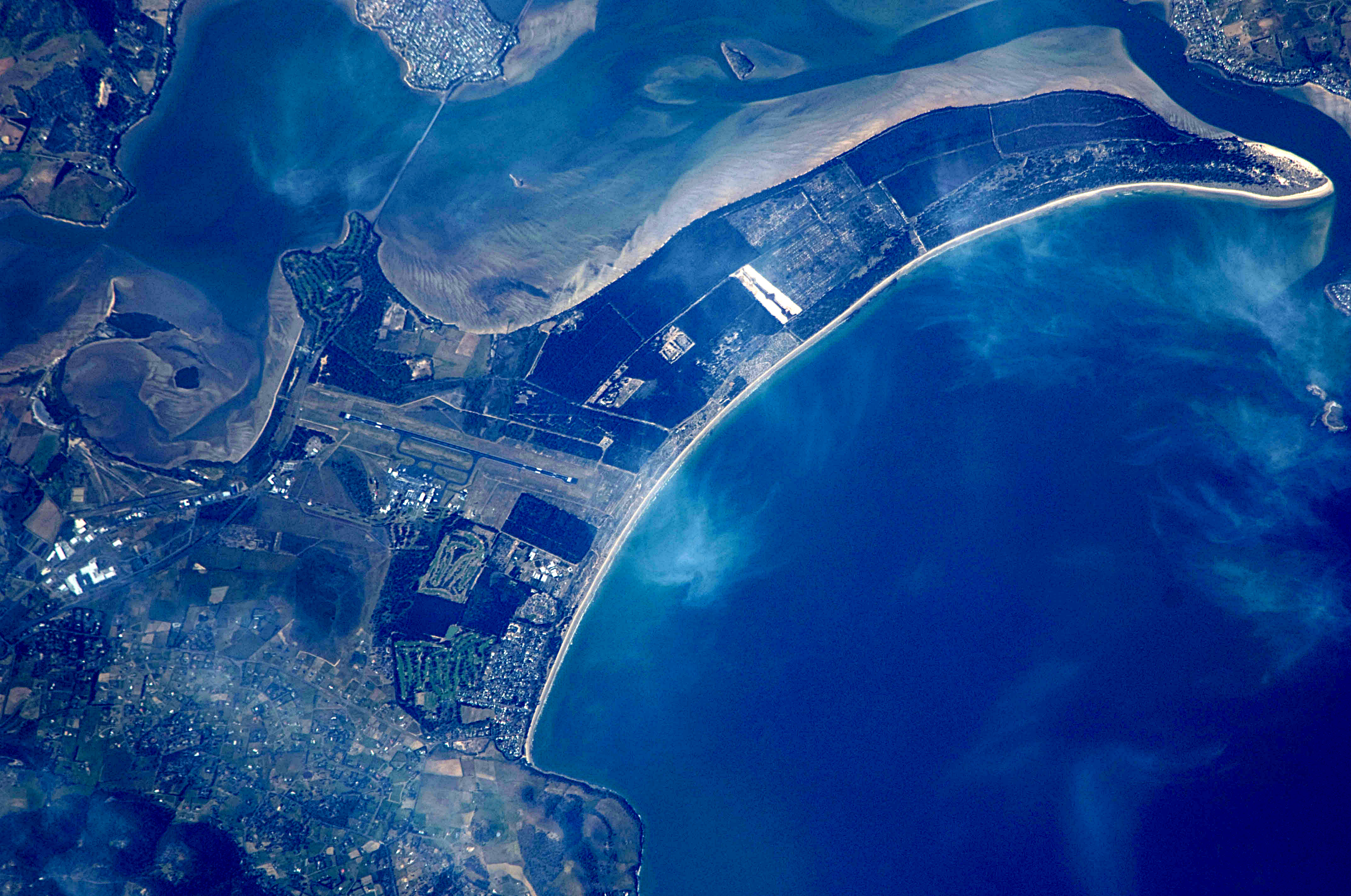
Вид на аэропорт с воздуха

Главные австралийские авиакомпании, обслуживающие аэропорт — Qantas, Jetstar, Virgin Australia (которая ранее носила название Virgin Blue) и Tiger Airways (англ.). Все они осуществляют полёты в наиболее популярный пункт назначения — Мельбурн. Другие важные пункты назначения — Сидней, Брисбен и пр. Также осуществляются полёты региональной тасманской авиакомпании Tasair. Кроме этого, есть рейсы грузовой авиакомпании Australian air Express (англ.), а также специализированного авиаперевозчика Skytraders, самолёты которого летом осуществляют полёты на Австралийскую антарктическую территорию (аэродром Уилкинс недалеко от станции Кейси — Casey Station), которые считаются международными.
Ранее аэропорт также обслуживался австралийскими авиакомпаниями Ansett Australia (англ.) (в-основном, рейсы в Мельбурн и Сидней; компания обанкротилась в 2001 году) и Compass Airlines (англ.), а также новозеландской авиакомпанией Air New Zealand (международные рейсы в Крайстчерч).
Jetstar Airways рассматривает возможность расширить сеть своих рейсов из Хобарта. Возможные будущие маршруты включают в себя Аделаиду, Перт, или прямые рейсы в Новую Зеландию.
По количеству перевезённых пассажиров Аэропорт Хобарта в 2009/2010 финансовом году занимал 9-е место среди аэропортов Австралии, вслед за аэропортами Сиднея, Мельбурна, Брисбена, Перта, Аделаиды, Голд-Коста, Кэрнса и Канберры.

## История
Первый аэропорт в районе Хобарта открылся в 1920-х годах, в том же самом Кембридже (Cambridge Airport), всего в паре километров от нынешнего аэропорта. Он до сих пор функционирует (как Cambridge Aerodrome) и служит базой для небольших самолётов, осуществляющих туристические полёты по живописным местам Тасмании, а также обслуживает местный аэроклуб. Он служил главным аэропортом для Хобарта вплоть до 1956 года, когда был открыт нынешний аэропорт.

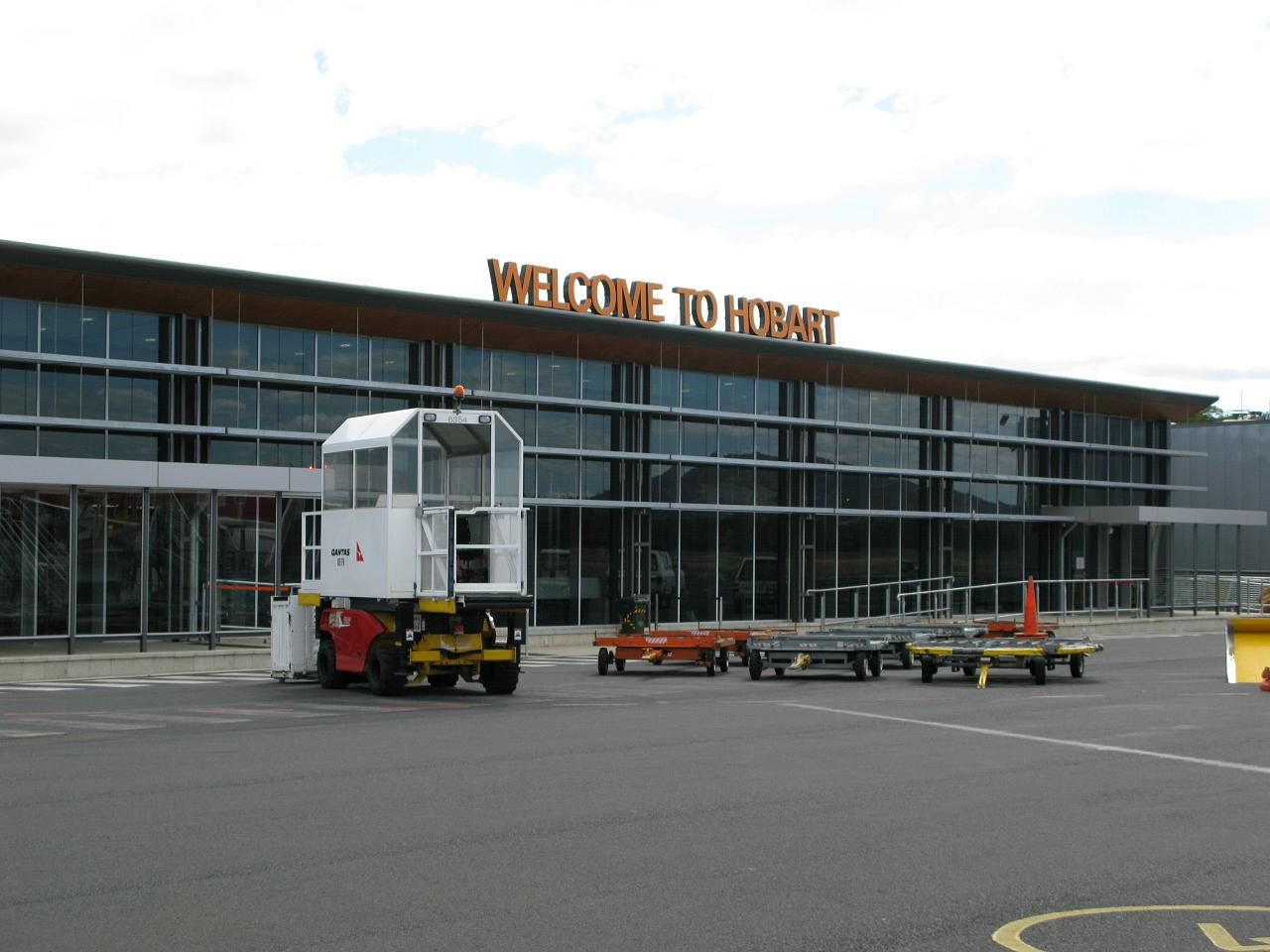
Терминал для внутренних рейсов

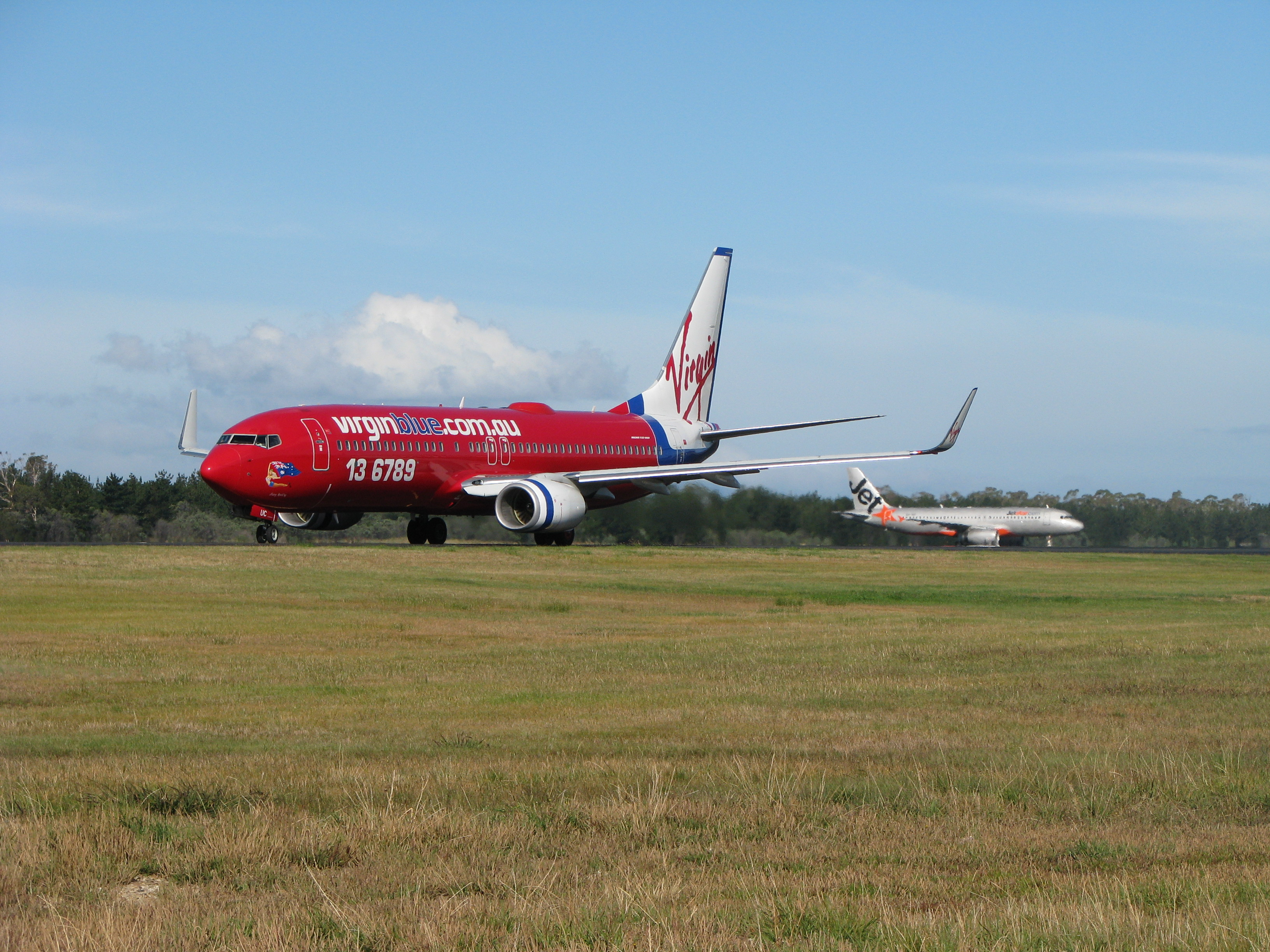
Самолёты Virgin Blue и Jetstar маневрируют у взлётно-посадочной полосы в Хобарте

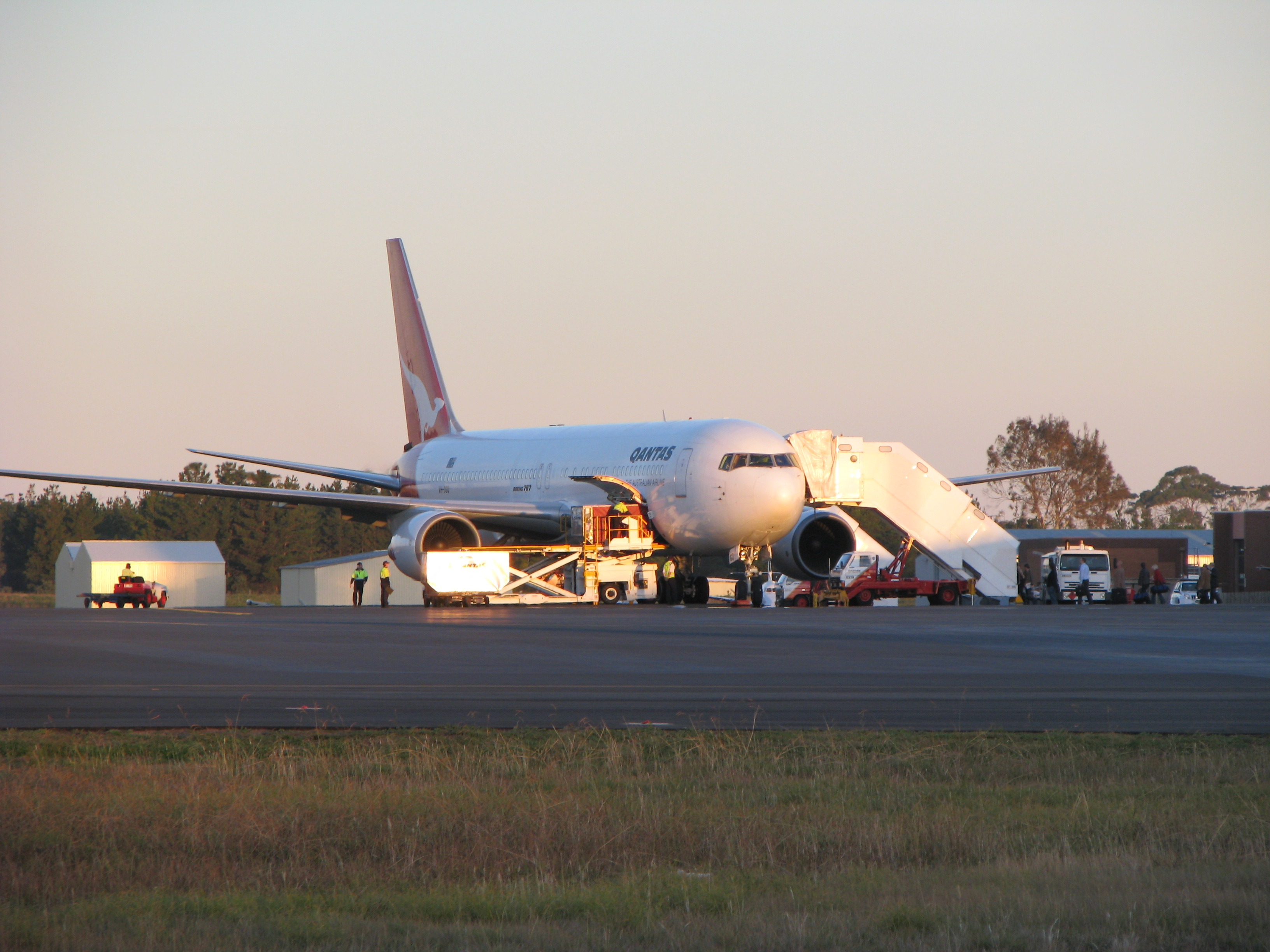
Самолёт Boeing 767–300 компании Qantas в аэропорту Хобарта

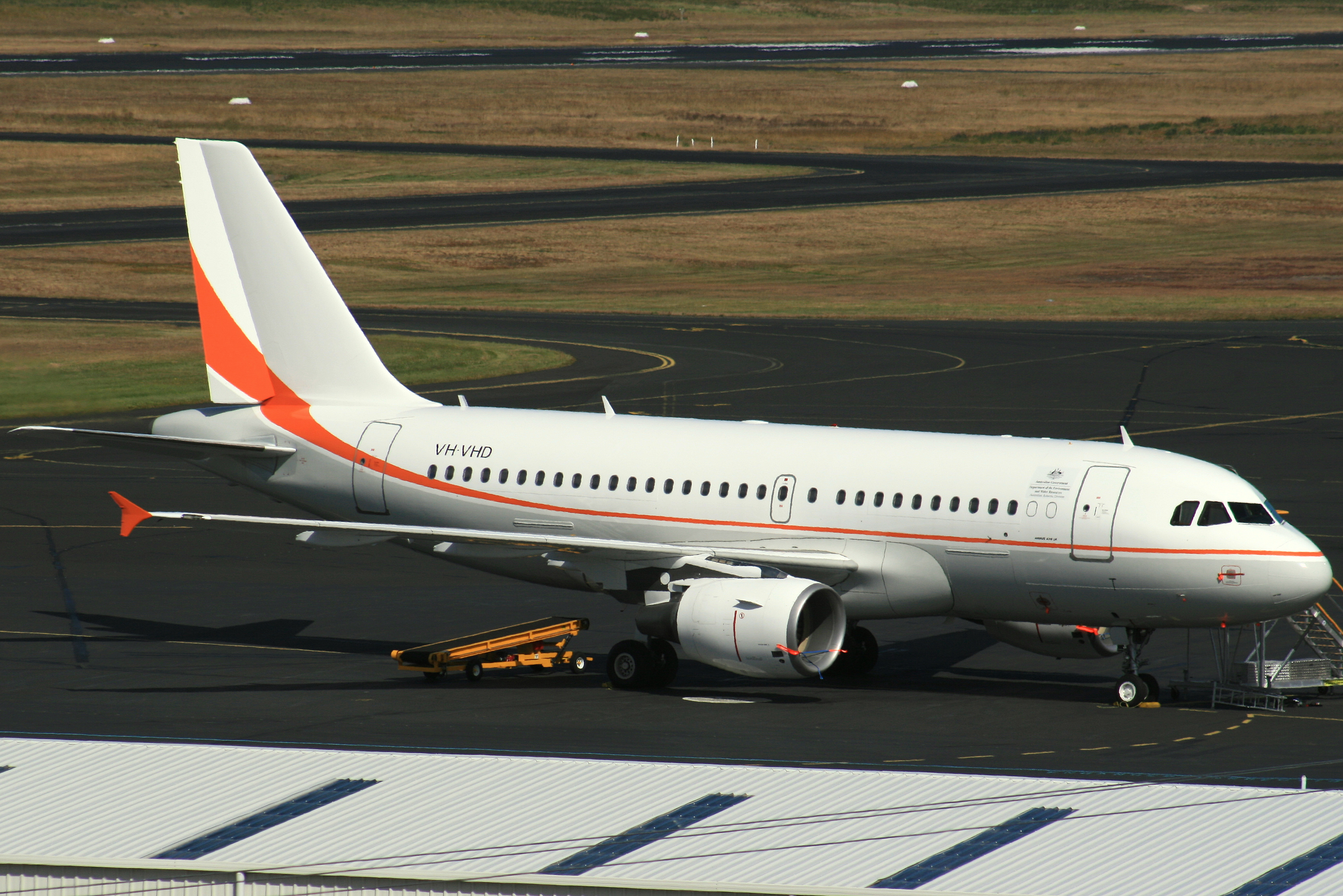
Самолёт Airbus A319 компании Skytraders в аэропорту Хобарта

В июне 1948 года тогдашний премьер-министр Австралии Бен Чифли (Ben Chifley) объявил об одобрении строительства нового аэропорта стоимостью 760 тысяч австралийских фунтов. В частности, это было связано с интересом Австралии к освоению Антарктики — было важно иметь как можно более южный аэропорт, который мог бы принимать тяжёлые транспортные самолёты.
В 1956 году новый аэропорт Хобарта был открыт, и поначалу он носил имя Лланхерн (Llanherne Airport) — по имени владения, на территории которого он был построен, но постепенно это название вышло из употребления.
В 1964 году взлётно-посадочная полоса была удлинена и расширена, чтобы дать возможность обслуживать более современные самолёты. Ещё одно расширение и удлинение полосы было произведено в 1985 году, чтобы можно было принимать крупные самолёты типа Boeing 747 и Ан-124 (хотя с некоторыми ограничениями).
Современное здание терминала для внутренних рейсов (англ. Domestic terminal) было открыто в 1976 году. В 1983 году было открыто здание терминала для международных рейсов (англ. International terminal), которое потом было расширено в 1985 году.
11 июня 1998 года аэропорт был сдан в аренду на 99 лет компании Hobart International Airport Pty Ltd, принадлежащей правительству Тасмании и управляемой Hobart Ports Corporation. В 2004 году терминал для внутренних рейсов был существенно модернизирован. В декабре 2007 года аэропорт был продан частной компании Tasmanian Gateway Consortium.

## Статистика пассажироперевозок

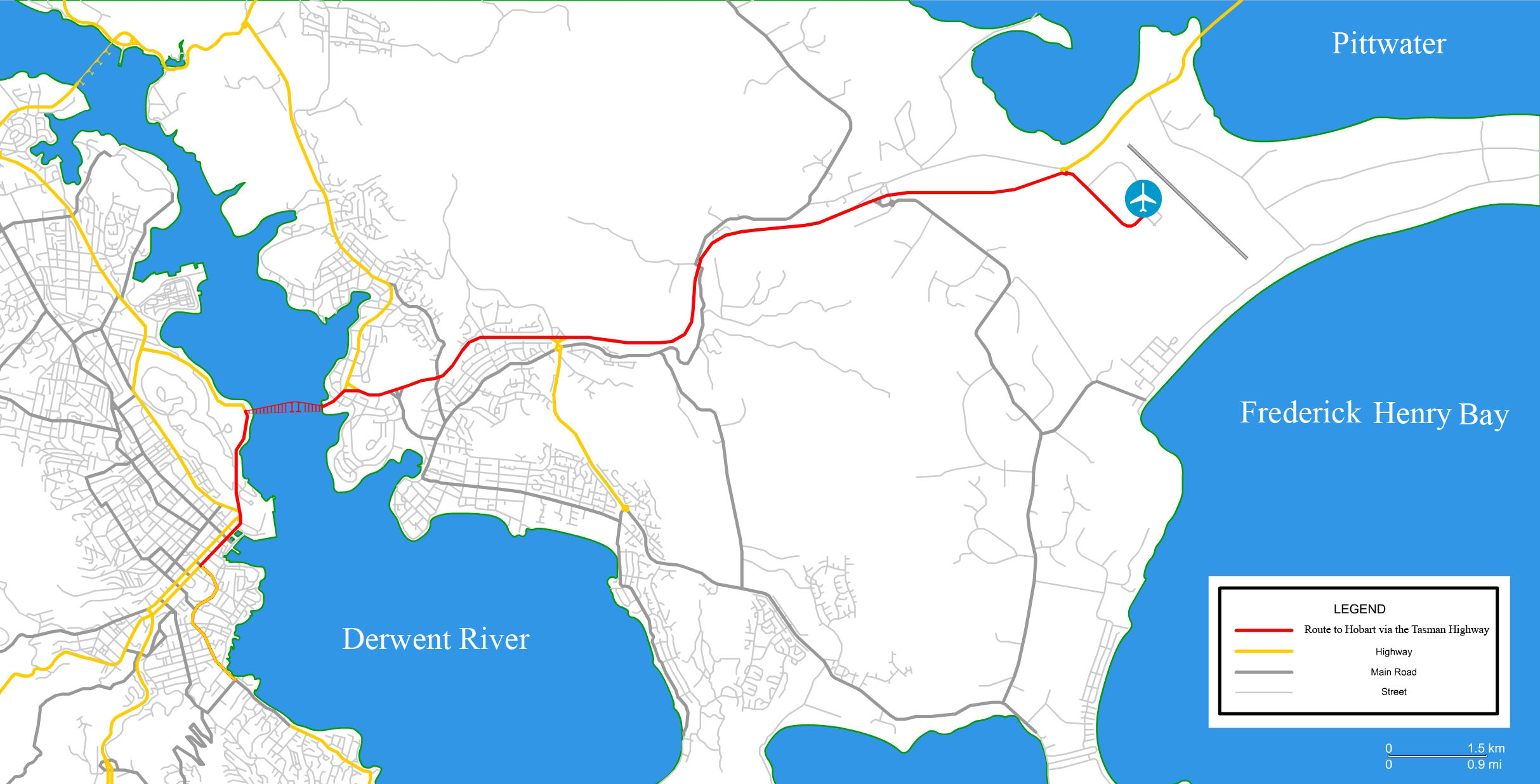
Расположение аэропорта по отношению к Хобарту

| Год       | Пассажиров | Изменение в % | Взлётов-посадок | Изменение в % |
| --------- | ---------- | ------------- | --------------- | ------------- |
| 1985/1986 | 506 159    |               | 12 200          |               |
| 1986/1987 | 494 483    | ▼ 2,3 %       | 11 728          | ▼ 3,9 %       |
| 1987/1988 | 539 067    | ▲ 9,0 %       | 11 556          | ▼ 1,5 %       |
| 1988/1989 | 544 051    | ▲ 0,9 %       | 10 095          | ▼ 12,6 %      |
| 1989/1990 | 455 024    | ▼ 16,4 %      | 8445            | ▼ 16,3 %      |
| 1990/1991 | 590 268    | ▲ 29,7 %      | 10 140          | ▲ 20,1 %      |
| 1991/1992 | 683 500    | ▲ 15,8 %      | 10 681          | ▲ 5,3 %       |
| 1992/1993 | 705 658    | ▲ 3,2 %       | 10 929          | ▲ 2,3 %       |
| 1993/1994 | 743 003    | ▲ 5,3 %       | 11 325          | ▲ 3,6 %       |
| 1994/1995 | 815 463    | ▲ 9,8 %       | 12 381          | ▲ 9,3 %       |
| 1995/1996 | 850 295    | ▲ 4,3 %       | 11 230          | ▼ 9,3 %       |
| 1996/1997 | 841 222    | ▼ 1,1 %       | 9468            | ▼ 15,7 %      |
| 1997/1998 | 853 962    | ▲ 1,5 %       | 8965            | ▼ 5,3 %       |
| 1998/1999 | 860 240    | ▲ 0,7 %       | 9697            | ▲ 8,2 %       |
| 1999/2000 | 908 647    | ▲ 5,6 %       | 10 776          | ▲ 11,1 %      |
| 2000/2001 | 973 922    | ▲ 7,2 %       | 15 205          | ▲ 41,1 %      |
| 2001/2002 | 957 611    | ▼ 1,7 %       | 12 266          | ▼ 19,3 %      |
| 2002/2003 | 1 009 605  | ▲ 5,4 %       | 11 444          | ▼ 6,7 %       |
| 2003/2004 | 1 225 645  | ▲ 21,4 %      | 12 729          | ▲ 11,2 %      |
| 2004/2005 | 1 522 838  | ▲ 24,2 %      | 15 889          | ▲ 24,8 %      |
| 2005/2006 | 1 605 978  | ▲ 5,5 %       | 13 764          | ▼ 13,4 %      |
| 2006/2007 | 1 629 417  | ▲ 1,5 %       | 12 762          | ▼ 7,3 %       |
| 2007/2008 | 1 758 241  | ▲ 7,9 %       | 13 778          | ▲ 8,0 %       |
| 2008/2009 | 1 869 262  | ▲ 6,3 %       | 14 285          | ▲ 3,7 %       |
| 2009/2010 | 1 855 849  | ▼ 0,7 %       | 14 380          | ▲ 0,7 %       |
| 2010/2011 | 1 903 165  | ▲ 2,5 %       | 16 064          | ▲ 11,7 %      |
| 2011/2012 | 1 814 637  | ▼ 4,9 %       | 14 529          | ▼ 10,6 %      |
| 2012/2013 | 2 026 551  | ▲ 11,7 %      | 16 410          | ▲ 12,9 %      |
| 2013/2014 | 2 106 642  | ▲ 4,0 %       | 16 363          | ▼ 0,3 %       |
| 2014/2015 | 2 186 358  | ▲ 3,8 %       | 17 368          | ▲ 6,1 %       |
| 2015/2016 | 2 312 939  | ▲ 5,8 %       | 18 151          | ▲ 4,5 %       |
| 2016/2017 | 2 440 792  | ▲ 5,5 %       | 19 023          | ▲ 4,8 %       |
| 2017/2018 | 2 596 096  | ▲ 6,4 %       | 19 186          | ▲ 0,9 %       |
| 2018/2019 | 2 725 559  | ▲ 5,0 %       | 19 867          | ▲ 3,5 %       |
| 2019/2020 | 2 073 863  | ▼ 31,4 %      | 15 554          | ▼ 27,7 %      |
| 2020/2021 | 1 040 037  | ▼ 99,4 %      | 10 933          | ▼ 42,3 %      |